# Björn Wennerwald
Björn Wennerwald, född 17 maj 1964 i Gentofte, är en prisbelönt dansk-svensk fotograf som bland annat är verksam i Småland och Köpenhamn. 
Björn Wennerwald har haft utställning på Louvren i Paris, i Seattle, Köpenhamn, Berlin och New York. Han har vunnit pris tre gånger, 2000, 2001 och 2004 vid PDN Photo Annual  i New York. Wennerwald jobbar på senare tid mest med konstfoto och olika filmprojekt. 